# Yoroa
Yoroa är ett släkte av spindlar. Yoroa ingår i familjen klotspindlar.
Kladogram enligt Catalogue of Life:
| Yoroa | \| \| Yoroa clypeoglandularis \| \| \| \| \| \| Yoroa taylori \| \| \| \| |
|       | \| \| Yoroa clypeoglandularis \| \| \| \| \| \| Yoroa taylori \| \| \| \| |
|       | Yoroa clypeoglandularis                                                   |
|       |                                                                           |
|       | Yoroa taylori                                                             |
|       |                                                                           |